# 지방도 제1029호선
지방도 제1029호선(진전 ~ 정곡선)은 경상남도 창원시 마산합포구 진전면 봉암 교차로와 의령군 정곡면 죽전리를 잇는 경상남도의 지방도이다.
함안군 법수면과 군북면을 잇는 주요도로 역할을 하며, 군북면을 남북으로 관통한다. 전 구간 왕복 2차로로 구성되어 있으며, 2010년 7월 현재 함안군 법수면과 창원시 진전면을 잇는 왕복 2차로의 도로의 공사가 완료되었다.
함안군 군북면에 위치한 장지 나들목에서는 남해고속도로와 교차한다.

## 연혁
- 2003년 2월 20일 : 노선 폐지 및 재지정[1][2]
- 2009년 10월 15일 : 지방도 노선 조정[3]
- 2012년 12월 1일 : 함안군 군북면 오곡리 ~ 창원시 마산합포구 진전면 여양리 (오곡재 진입도로) 구간 5.366 km 개통. 단, 오곡재 정상 540m는 미개설.[4]
- 2017년 5월 4일 : 총연장을 39.11km에서 39.41km로 변경[5]

## 주요 경유지
- 창원시
  - 마산합포구
    - 진전면 봉암 교차로 - 봉암리 - 봉암교 - 대정삼거리 - 양촌리 - 금암교 - 금암리 - 의건보건진료소 - 고사교 - 여항청소년수련원(구 진전초등학교 여항분교) - 고사리 - 옥방교 - 여양저수지 - 여양리 - (미개통 구간 : 여양리 - 오곡재)
- 함안군
  - 군북면 (미개통 구간 : 오곡재 - 오곡리) - 오곡교 - 사촌리 - 사촌교 - 동촌리 - 군북역 - 덕대리 - 중암삼거리 - 군북면 행정복지센터 - 군북역사거리 - 군북버스터미널 - 중암리 - 안도삼거리 - 개발교 - 장지리 - 장지 나들목 - 홍농교
  - 법수면 홍농교 - 강주리 - 관동초등학교(폐교) - 문현초등학교(폐교) - 대송리 - 백산리 - (미개통 구간)
- 의령군
  - 정곡면 (미개통 구간 : 죽전리)

## 중복 구간
- 함안군 군북면 중암삼거리 ~ 안도삼거리 : 국도 제79호선과 중복
- 함안군 군북면 중암삼거리 ~ 군북역사거리 : 지방도 제1004호선과 중복

## 도로명
- 창원시 마산합포구 진전면 봉암 교차로 ~ 대정삼거리 : 팔의사로
- 창원시 마산합포구 진전면 대정삼거리 ~ 함안군 군북면 중암삼거리 : 의산삼일로
- 함안군 군북면 중암삼거리 ~ 안도삼거리 : 함마대로
- 함안군 군북면 안도삼거리 ~ 법수면 백산리 : 장백로